# Tropidodipsas annulifera
Tropidodipsas annulifera är en ormart som beskrevs av Boulenger 1894. Tropidodipsas annulifera ingår i släktet Tropidodipsas och familjen snokar. IUCN kategoriserar arten globalt som livskraftig. Inga underarter finns listade i Catalogue of Life.
Arten förekommer i västra Mexiko nära havet. Den lever i låglandet och i bergstrakter upp till 1450 meter över havet. Habitatet utgörs av skogar och kulturlandskap.